# 新龙场镇
新龙场镇，是中华人民共和国贵州省黔西南布依族苗族自治州兴仁市下辖的一个乡镇级行政单位。

## 行政区划
新龙场镇下辖以下地区：
龙场社区、大屯村、冬瓜村、大洼村、虎场村、联庄村、杨柳树村和民裕村。